# Jesper Zeuthen
Jesper Zeuthen (* 1949) ist ein dänischer Jazzmusiker (Alt- und Tenorsaxophon, Arrangement, Komposition).

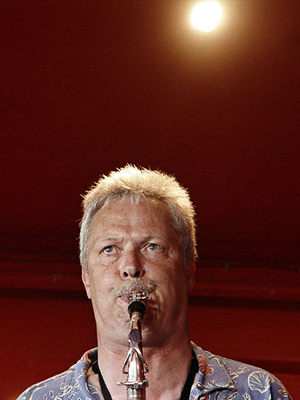
Jesper Zeuthen (2009)

## Leben und Wirken
Zeuthen spielte seit 1969 in der Jazzrockgruppe Blue Sun, die in Dänemark sehr erfolgreich war, die einschlägigen Festivals bespielte und mehrere Alben vorlegte. Dann spielte er in Bo Jacobsens Nada, die sich ebenfalls an afrikanisch beeinflusster Fusionmusik orientierte, im Ole Nordenhov Kvartet und im Quartett Agurk. Ab 1981 gehörte er für fast zwanzig Jahre zu Pierre Dørges New Jungle Orchestra, um dann bei Anderskov Accident zu spielen. Auch hat er mit Don Cherry & Terry Riley (1970), Johnny Dyanis Witchdoctors Sun, Paul Motian, Bill Frisell, Marilyn Mazur und Ben Street gearbeitet. Daneben leitete er eigene Gruppen wie das Quintett Det Flyvende Hus und Prima Ballerina. 2003 erhielt er ein dreijähriges Stipendium des staatlichen Kunstfonds in Dänemark. 2010 legte er mit seinem Trio ein erstes Album unter eigenem Namen vor, das für JazzSpecial Denmark das beste dänische Jazzalbum des Jahres war und von AllAboutJazz unter den fünf besten Alben des Jahres 2010 eingruppiert wurde.

## Diskographische Hinweise
- David Murray & Pierre Dørge: The Jazzpar Prize (1991)
- Zeuthen Friis Mazur (mit Marilyn Mazur und Peter Friis Nielsen, 1992, Olufsen Records)
- Prima Ballerina WBZ (2005, mit Jonas Westergaard und Peter Bruun)
- Jesper Zeuthen Jesper Zeuthen Trio (2010)
- Margaux Oswald & Jesper Zeuthen: Magnetite (2023)
- Jesper Zeuthen, Anders Christensen & Marilyn Mazur: Sound Flower (2024)

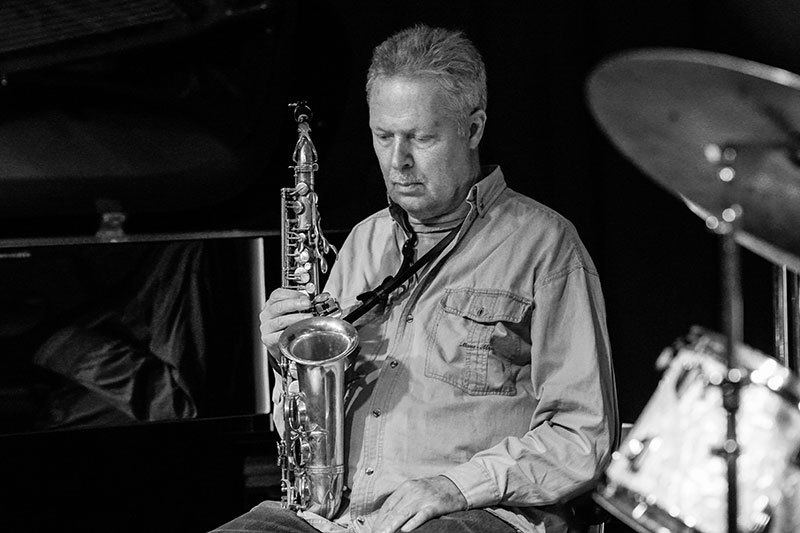
Jesper Zeuthen (2019)